# 式守晴子
式守 晴子（しきもり はるこ）は、日本の看護師、保健師、看護学者（精神看護学）。
静岡県立大学看護学部教授、静岡県立大学大学院看護学研究科研究科長（第4代）、静岡県立大学看護学部学部長（第7代）などを歴任した。

## 来歴
東京大学大学院の医学系研究科にて学び、1979年に博士課程保健学専門課程を単位取得済退学した。1984年、東京大学より保健学博士の学位を取得した。論文の名は「精神病院におけるコミュニケーションの構造 : ニュースレターからみたコミュニケーションシステム」。その後、静岡県立大学の看護学部にて教授を務めた。同大学の大学院では、看護学研究科の教授を兼務した。木村正人の後任として2007年から看護学研究科の研究科長を務め、金澤寛明の後任として2013年から看護学部の学部長を務めるなど、要職を歴任した。学部長在任中に小鹿キャンパスの新看護学棟が落成したことから、静岡県理事長の本庶佑、静岡県立大学学長の木苗直秀、静岡県知事の川勝平太らと「小鹿キャンパス看護学部棟オープン記念式典」に出席し、学部長として設置者の本庶とともに挨拶している。2015年3月31日、静岡県立大学を退職した。同年4月1日からは、静岡県立大学に再雇用され、看護学部の特任教授として教鞭を執った。また、大学院においては、看護学研究科の特任教授も兼務した。2016年3月31日、静岡県立大学の看護学部の特任教授を退任した。

## 研究
専門は看護学、特に精神看護学を専門とする。具体的には精神科リハビリテーションにおける看護や、看護職による集団精神療法に取り組んでいる。また、患者に対するアプローチだけでなく、患者の家族に対する視点も重視しており、家族看護に関する研究や高次脳機能障害者に対する看護の支援にも取り組んでいる。共著には『精神看護の基礎』などがあり、同書を取り上げた日本精神科看護技術協会による講演会では著者代表の武井麻子らとともに登壇し、司会として参加した。静岡市精神保健福祉審議会では委員を務める。

## 著作

### 共著
- 『実践精神科看護テキスト』編集委員会編集『対人関係グループアプローチ』精神看護出版、2007年。ISBN 9784862940025
- 武井麻子著者代表『精神看護の基礎』医学書院、2009年。ISBN 9784260006699